# Yueliang Hu
Yueliang Hu (chinesisch 月亮湖 ‚Mondsee‘) ist ein kleiner, rechteckiger See auf der Fildes-Halbinsel von King George Island im Archipel der Südlichen Shetlandinseln. Er liegt östlich des Taiyang Hu.
Chinesische Wissenschaftler benannten den See 1986 deskriptiv im Zuge der Erstellung von Luftaufnahmen und der Durchführung von Kartierungsarbeiten.